# Thomas Sarbacher

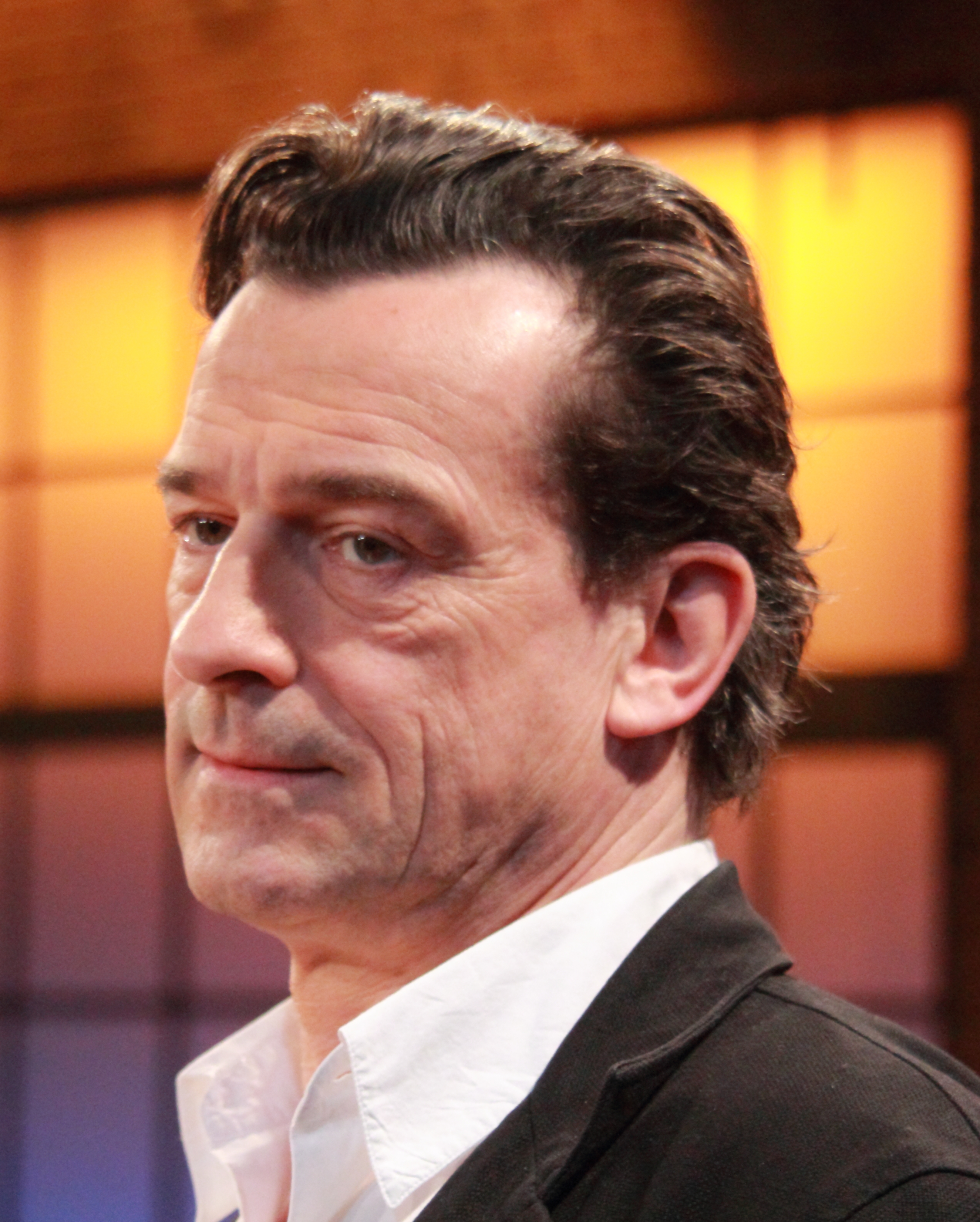
Thomas Sarbacher (2012)

Thomas Sarbacher (* 25. Januar 1961 in Hamburg) ist ein deutscher Schauspieler.

## Leben
Thomas Sarbacher wuchs bis zu seinem zwölften Lebensjahr in Hamburg auf. Nach dem Abitur machte er zunächst eine Banklehre, auf diese folgte ein zweieinhalbjähriges Studium der Germanistik und Politikwissenschaft in Mannheim, ehe er sich zu einer Ausbildung zum Schauspieler entschloss. Sarbacher war zu diesem Zeitpunkt bereits 26 Jahre alt und wählte die Hochschule für Musik und darstellende Kunst in Graz, da dort keine Altersbeschränkung für Studienanfänger galt.
Sarbacher ist mit der Schweizer Schriftstellerin und Schauspielerin Ariela Sarbacher (* 1965), die er in den 1990er-Jahren am Bremer Shakespeare Company kennenlernte, verheiratet und hat mit ihr zwei Töchter. Das Paar lebt in Zürich.

## Karriere

### Ausbildung und Theater
Nach dem Abschluss seiner Schauspielausbildung erhielt Sarbacher sein erstes festes Bühnenengagement bei der Bremer Shakespeare Company, der er von 1990 bis 1995 angehörte. Im Jahr darauf spielte er im Theater am Neumarkt Zürich sowie dem Stadttheater Klagenfurt. Von 1997 bis 1999 war er Mitglied des Stadttheaters Konstanz. 2004 gastierte Sarbacher am Globe Theater Schwäbisch Hall, 2005 am Schauspielhaus Zürich, 2007 in Onkel Wanja von Anton Tschechow an den Hamburger Kammerspielen. Im Jahre 2008 gab er im sogar theater in Zürich ein Gastspiel mit dem Text Moskva – Petuski von Wenedikt Wassiljewitsch Jerofejew; 2009 war er mit Aufzeichnungen eines Psychopathen, vom selben Autor verfasst, ebenfalls auf der Bühne des sogar theaters zu sehen. 2011/2012 spielte er Egon Monks Industrielandschaft mit Einzelhändlern.

### Film und Fernsehen
Sein Filmdebüt gab Sarbacher unter der Regie von Sandra Nettelbeck an der Seite von Senta Berger in einer kleinen Nebenrolle in der Fernsehkomödie Mammamia. Nach anfänglich weiteren kleineren Auftritten in Fernsehproduktionen, übernahm er von 2003 bis 2006 seine erste große Hauptrolle als Kriminalhauptkommissar Matthias Steiner in der Sat.1-Krimiserie Der Elefant – Mord verjährt nie. 2005 war er in Peter Lichtefelds Playa del futuro erstmals auf der Kinoleinwand zu sehen. Es folgten weitere Kinofilme, wie etwa in der Hauptrolle des Häftlings Mosk im Gefängnisfilm Underdogs (2007) und in der Morton-Rhue-Romanverfilmung Die Welle (2008), wo er die Rolle des Vaters übernahm. 2013 war Sarbacher in Maria von Helands Märchenadaption Der Teufel mit den drei goldenen Haaren nach den Brüder Grimm als König Ottokar zu sehen. 2019 spielte er in Peter Evers’ A Gschicht über d’Lieb (2019) die Rolle des schwäbischen strengen Bauern Bacher.
Neben seiner Mitwirkung in zahlreichen Kino- und Fernsehfilmen übernimmt er seit 1998 regelmäßig Gastrollen in zahlreichen Fernsehserien und -reihen, u. a. in Alphateam – Die Lebensretter im OP, Utta Danella, Edel & Starck, Ein starkes Team, Der letzte Zeuge, Tatort, Bella Block und Rosa Roth.
Sarbacher spielt auch mehrere feste und wiederkehrende Rollen in Film- und Fernsehreihen. Für das ZDF übernahm er von 2010 bis 2014 an der Seite von Andrea Sawatzki die durchgehende Rolle des untreuen Ehemanns Martin Jung in der sechsteiligen Filmreihe Bella. Von 2016 bis 2019 war er als Gastronom und Statthalter der Mafia, Francesco Rossi, in der ARD-Reihe Der Bozen-Krimi in einer durchgehenden Rolle zu sehen. Eine weitere feste Serienrolle hatte er neben Natalia Wörner von 2016 bis 2018 als Vorsitzender vom Auswärtigen Amt in der Krimireihe Die Diplomatin.

## Filmografie

### Filme
- 1998: Mammamia
- 2000: Ein Scheusal zum Verlieben
- 2001: Das Geheimnis – Auf der Spur des Mörders
- 2002: Pest – Die Rückkehr
- 2002: Mehr als nur Sex
- 2002: Verdammte Gefühle
- 2002: Tödliches Vertrauen
- 2004: Heimspiel (Kurzfilm)
- 2004: Das Zimmermädchen und der Millionär
- 2004: Das falsche Opfer
- 2005: Mord am Meer
- 2005: Lou's Waschsalon
- 2005: Playa del futuro
- 2005: Der Schatz der weißen Falken
- 2005: Meine Schwester und ich
- 2007: Underdogs
- 2008: Im Meer der Lügen (Zweiteiler)
- 2008: Die Welle
- 2008: Das Geheimnis im Wald
- 2009: Stiller See (Kurzfilm)
- 2009: Über den Tod hinaus
- 2010: Sechs Tage Angst
- 2010: Westflug – Entführung aus Liebe
- 2010: Fremdgehen
- 2011: Mein eigen Fleisch und Blut
- 2011: Die fremde Familie
- 2011: Restrisiko
- 2011: Mord in bester Familie
- 2011: Therese geht fremd
- 2012: 1949 (Kurzfilm)
- 2012: Clarissas Geheimnis
- 2012: Du hast es versprochen
- 2012: Die letzte Fahrt
- 2013: Wie Tag und Nacht
- 2013: Nichts mehr wie vorher
- 2013: Der Teufel mit den drei goldenen Haaren
- 2014: Verhängnisvolle Nähe
- 2015: Schwägereltern
- 2015: Solness
- 2016: Jonathan
- 2016: Zoé & Julie: Hidden Marks
- 2016: Der Hafenpastor und das Blaue vom Himmel
- 2017: Matula
- 2017: Ostwind – Aufbruch nach Ora
- 2019: A Gschicht über d’Lieb
- 2020: Unsere wunderbaren Jahre (Dreiteiler)
- 2020: Das Unwort
- 2021: Tödliche Gier
- 2023: Laissez-moi
- 2023: Mona & Marie – Ein etwas anderer Geburtstag

### Fernsehserien und -reihen
- 1997–1998: Girl friends – Freundschaft mit Herz (6 Folgen)
- 1998: Alphateam – Die Lebensretter im OP (Folge Liebe am Abgrund)
- 1999–2003: Die Cleveren (verschiedene Rollen, 2 Folgen)
- 1999: Ärzte (Folge Kinderärztin Leah – Kleiner Mensch, großes Herz)
- 2001: Utta Danella – Der blaue Vogel (Zweiteiler, Fernsehreihe)
- 2002–2006: Der Elefant – Mord verjährt nie (22 Folgen)
- 2002: Sinan Toprak ist der Unbestechliche (Folge Das Glück dieser Erde)
- 2002: Edel & Starck (Folge Alter vor Schönheit)
- 2003: Ein starkes Team – Kollege Mörder (Fernsehreihe)
- 2003: Wilsberg und der stumme Zeuge (Fernsehreihe)
- 2003–2006: Der letzte Zeuge (verschiedene Rollen, 2 Folgen)
- 2004: Tatort – Waidmanns Heil
- 2004: Donna Leon – Sanft entschlafen (Fernsehreihe)
- 2005: Das Duo – Blutiges Geld (Fernsehreihe)
- 2006: Tatort – Schattenspiele
- 2007: Tatort – Schwelbrand
- 2007: Im Namen des Gesetzes (Folge Liebeskrank)
- 2007: Lutter – Essen is’ fertig
- 2007: Doppelter Einsatz (Folge Rumpelstilzchen)
- 2007: Bella Block – Weiße Nächte (Fernsehreihe)
- 2008: Die 25. Stunde (3 Folgen)
- 2009: Unter Verdacht – Der schmale Grat (Fernsehreihe)
- 2009: Tatort – Vermisst
- 2009: Tatort – Bittere Trauben
- 2009: Tatort – Um jeden Preis
- 2010: Tatort – Schmale Schultern
- 2010–2014: Bella (6 Folgen)
  - 2010: Bella Vita
  - 2012: Bella Australia
  - 2013: Bella Dilemma – Drei sind einer zu viel
  - 2013: Bella Familia – Umtausch ausgeschlossen
  - 2014: Bella Casa – Hier zieht keiner aus!
  - 2014: Bella Amore – Widerstand zwecklos
- 2010: Kommissar Stolberg (Folge Der Freund von früher)
- 2011: Marie Brand und die Dame im Spiel (Fernsehreihe)
- 2012: Rosa Roth – Trauma (Fernsehreihe)
- 2012: Polizeiruf 110 – Stillschweigen (Fernsehreihe)
- 2012: Tatort – Skalpell
- 2013: SOKO Köln (Folge Atemlos)
- 2014: Unter anderen Umständen – Falsche Liebe (Fernsehreihe)
- 2014: Die Chefin (Folge Landlust)
- 2015: Tatort – Frohe Ostern, Falke
- 2016–2019: Der Bozen-Krimi (6 Folgen)
  - 2016: Das fünfte Gebot
  - 2016: Herz-Jesu-Blut
  - 2017: Am Abgrund
  - 2017: In der Falle
  - 2019: Leichte Beute
  - 2019: Falsches Spiel
- 2016–2018: Die Diplomatin (3 Folgen)
  - 2016: Das Botschaftsattentat
  - 2016: Entführung in Manila
  - 2018: Jagd durch Prag
- 2017: Lobbyistin (6 Folgen)
- 2019: Der Staatsanwalt (Folge Liebe und Gier)
- 2021: Erzgebirgskrimi – Der letzte Bissen (Fernsehreihe)
- 2022: Der Irland-Krimi: Familienbande (Fernsehreihe)
- 2022: Der Irland-Krimi: Preis des Schweigens
- 2023: Tatort – Kontrollverlust
- 2025: Tod in der Bucht – Ein Kreta-Krimi (Fernsehreihe)
- 2025: Behringer und die Toten – Ein Bamberg-Krimi (Folge Antoniusfeuer)

## Hörbücher (als Sprecher)
- 2016: Anne-Laure Bondoux, Jean-Claude Mourlevat: Lügen Sie, ich werde Ihnen glauben. Hörbuch Hamburg, Hamburg 2016, ISBN 978-3-95713-055-6
- 2016: Ralf Rothmann: Im Frühling sterben. Hörbuch Hamburg, Hamburg 2016, ISBN 978-3-95713-020-4.

## Auszeichnungen
Sarbacher wurde für den Deutschen Fernsehpreis nominiert:
- Im Jahr 2004 in der Kategorie Bester Schauspieler Serie für seine Darstellung des Hauptkommissar Matthias Steiner in der Fernsehserie Der Elefant – Mord verjährt nie (Sat1).
- Im Jahr 2008 in der Kategorie Bester Schauspieler Nebenrolle für die Darstellung des Franz Burska in der Fernsehserie Bella Block, Folge: Weiße Nächte (ZDF)[7].